# Белковский, Станислав Александрович
Станисла́в Алекса́ндрович Белко́вский (род. 7 февраля 1971, Москва) — российский политический технолог, публицист, радио- и телеведущий, писатель.
В 1999 году Белковский основал Агентство политических новостей (АПН). Возглавлял Совет по национальной стратегии (2002—2004) и Институт национальной стратегии (2004—2009). В качестве политического аналитика сотрудничал со множеством изданий, включая «Московский комсомолец», «Дождь» и «Эхо Москвы». В 2017 году — главный политический консультант в президентской кампании Ксении Собчак.

## Ранние годы
Родился 7 февраля 1971 года в Москве.
Отец — Александр Донатович Белковский, поляк - Видеоролик 12 на YouTube, начиная с 23:50,  рабочий, был военнослужащим, получившим в Советской армии травму позвоночника, инвалидом первой группы, умер в 1990 году в 47 лет. Мать — еврейка  Видеоролик 12 на YouTube, начиная с 23:50, работала лаборантом.
Семья жила в трёхкомнатной квартире в районе станции метро «Ждановская».
Окончил 3-ю немецкую школу, был двукратным победителем олимпиады Москвы по немецкому языку. Учился в одной школе с Максимом Шевченко.
С 1985 года до начала 1990-х годов — в Центральном конструкторском бюро Государственного комитета Совета министров СССР по обеспечению нефтепродуктами, сначала на практике в ходе обучения в средней школе, затем — в качестве сотрудника. Позднее, желая «поработать системным программистом» и при этом исключить вероятность призыва в армию (полагая, что проведённое в её рядах время было бы «менее продуктивным — в плане личного роста и развития»), прошёл полное обследование в московской психиатрической больнице № 13, где получил статью восьмую «Б» — «приобретённый невроз».
В 1992 году окончил факультет экономической кибернетики Московского института управления.

## Карьера
В 1990—1992 годы работал системным программистом в отделе системных разработок Государственного комитета по обеспечению нефтепродуктами РСФСР (Госкомнефтепродукт РСФСР), с 1991 года там же занимал должность главного инженера проекта. Также являлся секретарём общества книголюбов.
В начале 1990-х годов стал заниматься политическим консультированием, сотрудничая в качестве политического технолога и спичрайтера с Константином Боровым, Ириной Хакамадой, Львом Вайнбергом, а с середины 1990-х — с Борисом Березовским. Работал в фонде «Интерприватизация».
В 1999 году основал Агентство политических новостей (АПН), где до 2004 года был главным редактором.
В 2002—2004 годы учредитель и генеральный директор некоммерческой организации Совет по национальной стратегии, объединявшей группу из 23 российских экспертов.
В апреле 2004 года создал и возглавил организацию Институт национальной стратегии России (ИНС России).
В июле 2004 года создал Институт национальной стратегии Украины, занимался «Оранжевой революцией» на Украине.
В 2007 году выступил в поддержку движения «Народ» («Национальное Русское Освободительное Движение») Сергея Гуляева, членами которого стал ряд сотрудников Белковского в ИНС и АПН.
В октябре 2009 года объявил о своём выходе из состава учредителей ИНС России и АПН. В настоящее время директором ИНС России является Михаил Ремизов.
В 2014 году занял на телеканале «Дождь» должность исполняющего обязанности руководителя службы подбора цитат, анекдотов и тостов. В декабре 2014 года на конкурсной основе стал экспертом-соведущим программы «Прямая линия». С октября 2015 по декабрь 2018 года — эксперт-соведущий еженедельной программы «Паноптикум».
С октября 2017 года — главный политический консультант в штабе Ксении Собчак, заявившей об участии в президентских выборах в России в 2018 году.
Накануне президентских выборов 2019 года на Украине, невзирая на имеющийся запрет на пересечение границы, возобновил посещения Киева, где имел многочисленные контакты со всем штабом Владимира Зеленского. По мнению ряда СМИ, автор «Ответа Путину», опубликованного на странице Зеленского в социальной сети Facebook 27 апреля 2019 года.
В марте 2022 года после начала войны России против Украины покинул Россию, уехав в Израиль. Причиной отъезда Белковский назвал высокие риски для своей свободы и безопасности из-за своих взглядов.
15 сентября 2023 года Министерством юстиции России включен в список иностранных агентов.

## Взгляды

### Политические взгляды
В 2004—2005 годах стал открыто выступать против правления В. В. Путина, которое считал компрадорским, коррумпированным и антидемократическим.
В 2005 году под руководством Белковского был разработан проект «Новой Конституции России». Согласно «Новой Конституции» президент становился «некоронованным монархом» и мог избираться неограниченное количество раз. Предлагалось создать Высший Совет Национального Единства, в который войдут представители церкви и армии. Совет должен был следить за соблюдением нравственности и свободы слова. Станислав Белковский пропагандирует идею перехода России от президентской республики к парламентской, возможно завуалированной в форме конституционной монархии, где царь-глава церкви, предварительно инициировав созыв Учредительного собрания. Вероятным претендентом на российский престол Белковский считал сначала Майкла Кентского, а впоследствии принца Гарри. Он также считает необходимым отделить Северный Кавказ от России и осуществить трансформацию российской экономики от сырьевой к транзитной. Белковский периодически подвергает критике патриарха Кирилла и РПЦ МП. Он считает что РПЦ, в её нынешнем виде, созданная Сталиным, должна быть реформирована путём перехода от патриаршего управления к Конфедерации независимых приходов. В связи с этим многие депутаты Государственной Думы посчитали его высказывания экстремистскими и потребовали возбудить в отношении Белковского уголовное дело.
25 сентября 2006 года принял участие в совещании коалиции «Другая Россия», где выступил с предложением бойкотировать выборы в Государственную Думу-2007.
В 2006—2008 годы пробовал выступить на оппозиционной платформе в качестве идеолога объединения либералов и националистов.
После начала войны в Грузии объявил о конце России как величины в геополитике.
Во время аннексии Крыма Россией заявил о намерении просить украинское гражданство. Участник конгресса «Украина — Россия: диалог», прошедшего 24—25 апреля 2014 года в Киеве и организованного Михаилом Ходорковским.
8 февраля 2019 года в эфире программы «Особое мнение» радиостанции «Эхо Москвы» заявил, что, по словам «одного из людей, близких к Путину», на Донбассе погибла почти половина российских писателей-фантастов — сражаясь на стороне ДНР и ЛНР. «И это очень хорошо», — добавил Белковский.
Критически относился к деятельности оппозиционера Алексея Навального, полагая её «лебединой песней советской политики». По мнению Белковского, Навальный исповедовал принципы «вождизма и безальтернативности».
7 октября 2019 года в комментарии изданию «ГОРДОН» выразил мнение, что поддержка Россией формулы Штайнмайера — это часть плана на пути примирения с Западом. «При активном содействии президента Франции Эммануэля Макрона и пассивном содействии президента США Дональда Трампа готовится пакт между Россией и Западом. В этом пакте ряд условий, одно из которых — возвращение отдельных районов Донецкой и Луганской областей Украине. Результатом пакта должен стать уход Владимира Путина в отставку. В таком случае он получит гарантии безопасности».

### Доклады
Является автором докладов «Одиночество Путина», «Одиночество Путина — 2». 26 мая на основе первого доклада Белковский и доктор экономических наук, профессор, старший научный сотрудник Института народонаселения РАН И. Е. Дискин (основной автор доклада) подготовили и выпустили 9 июня новый доклад под названием «Государство и олигархия» (также известен как «В России готовится олигархический переворот»), где заявили о готовящемся в стране олигархическом перевороте и выступали с призывами к государственной власти России решительнее действовать в ограничении влияния крупных бизнесменов на политику страны. Это совпало с началом уголовного преследования компании «ЮКОС» и арестом Платона Лебедева. Несмотря на то, что в обсуждении доклада участвовало 20 экспертов СНС, включая политологов М. Ю. Урнова и С. А. Маркова, позднее большинство его членов заявили, что не имеют отношения к основным положениям и выводам доклада. В июле 2003 года журнал «Коммерсантъ-Власть» назвал Белковского главным идеологом этого доклада, после которого началось «Дело ЮКОСа». После ареста Михаила Ходорковского, который назывался авторами доклада в числе заговорщиков, Дискин выступил с особым заявлением, где отметил, что авторы доклада «не просили никого арестовывать». Сам Белковский утверждает, что полностью согласен с содержанием доклада, но полагает, что Ходорковского не следовало сажать в тюрьму на 13 лет.
4 июня 2013 года в офисе Slon.Ru представил доклад «Государство и олигархия: 10 лет спустя». 22 сентября вышел доклад «Новая вертикаль власти».

### Позиция в вопросах веры и религии
По вероисповеданию — православный христианин.
В 2013 году выступил с предложением о реформации Русской православной церкви: 
«РПЦ МП как общественная организация, единое бюрократическое целое, должна быть ликвидирована; возвратить церкви досталинское название — Российская православная церковь — и трансформировать её в конфедерацию независимых приходов; вынести на голосование прихожан кандидатуры пастырей, которые будут выбирать епископов, а те, в свою очередь, патриарха; возродить процедуру оглашения (катехизации); ввести институт конфирмации». В этой связи депутаты от всех фракций Государственной Думы и ряд сенаторов верхней палаты российского парламента обратились в Генеральную прокуратуру и Следственный комитет с просьбой проверить на экстремизм публикакцию в газете "Московский комсомолец", содержавшую данные предложения.

## Интернет-присутствие
Является автором и ведущим собственного YouTube-канала, регулярно даёт интервью авторам других каналов. Также ведёт Telegram-канал.
На сайте телеканала «Дождь» разместил шуточную автобиографию, где среди прочего утверждал, что родился в селе Дружба, Теребовлянский район, Тернопольская область и получил образование системного программиста на курсах повышения квалификации при Свято-Успенской Почаевской лавре. В интервью «Эхо Москвы» в этой связи объяснял: поскольку «Тернополь — это святая святых украинского национализма и такая сакральная территория украинского языка, хранящая его, то я посчитал, что именно в Тернопольской области я должен родиться для телеканала „Дождь“», и что «Свято-Успенская Почаевская лавра, потому что находится в Тернопольской области, и вполне логично мне было бы из села Дружба прямо туда и отправиться».
По словам Белковского, у него «четыре или пять» биографий, которые он создал с юмористической целью: «всегда было интересно проверить, люди поверят во всё это», и, «значит, работает мощный базовый креатив».

## Отзывы
Борис Березовский характеризовал Белковского так: «Он хорошо образован. Он креативен, то есть креативен, когда дело идет о чёрном пиаре… и при этом он себя не переоценивает».
Игорь Бунин характеризовал Белковского так: «Белковский — никому не известный человек, о котором знают только то, что он долго работал на Березовского. На своем интернет-ресурсе он выкладывал не очень грамотные политологические статьи. Потом организовал Совет по национальной стратегии, который формировался по принципу „давайте займём верхние места в рейтинге, вытеснив оттуда нынешних лидеров мнений“. Делается это путём атак и провокаций».
Владимир Прибыловский отмечал, что Белковский, «сотрудничая с „Другой Россией“ и либеральными сетевыми СМИ (в частности, с „Ежедневным журналом“), продолжает время от времени печататься в выступающей с противоположных позиций газете „Завтра“. Контролирует (через учредительство и частично спонсорство) ряд сетевых СМИ, резко критикующих власть преимущественно с державно-патриотических позиций (АПН, „АПН Северо-Запад“, „АПН Нижний Новгород“, до 2008 года также „На Злобу“)».

## Частная жизнь
В 2005—2011 годах был женат на украинском политологе Олесе Яхно-Белковской, известной российской публике по участию в политических ток-шоу. Олеся Яхно родилась в 1978 году в Винницкой области на Украине, по образованию — политтехнолог, с 2005 года возглавляет Институт национальной стратегии на Украине. В 1998 году у них родился сын Дмитрий, в 2016 году поступил в МИЭМ НИУ ВШЭ по программе «Прикладная математика».
5 мая 2017 года появились сообщения о женитьбе Белковского на гражданке Италии Земфире Де Вирджилиис, жившей ранее в Санкт-Петербурге и в 1994 году вышедшей замуж за итальянца. У неё есть своя дочь Илария, окончившая университеты в Венеции и Лондоне, сейчас работает в Лондоне помощником мэра, и сын Алан. Из московского дома ребёнка был взят приёмный сын Феликс (ранее — Ефим) с диагнозом ДЦП.
В биографии на телеканале «Дождь» утверждается, что Белковский не женат. Также в октябре 2017 года в интервью Алесе Бацман в передаче «Бацман» на телеканале «112 Украина» на вопрос о том, женат ли он, Белковский дал отрицательный ответ.
В интервью Инне Курочкиной в Венеции, где Белковский, по его выражению, «тусуется» больше 16 лет, отмечал: «Неплохо он [город] принял меня потому, что он сразу увидел во мне человека, как мне представляется, которого вполне устраивает его одиночество и для которого главное — это форма социализации и конституирования, а не преодоления этого одиночества».
Считает себя поляком, евреем, русским и украинцем одновременно.
В интервью утверждал, что, кроме русского, хорошо знает английский, немецкий и украинский языки, а французский и итальянский — «весьма так себе».

## Проблемы со здоровьем
В 2016 году в передаче «В гостях у Дмитрия Гордона» заявил, что около четырёх лет назад столкнулся с неврозом на почве того, что его «публичность противоречит тотальной конфиденциальности, которая окутывает профессию и миссию политического консультанта». По этой же причине приостанавливает политическое консультирование вплоть до 2017 года.
После непродолжительного исчезновения из медиасреды в конце 2019 года Белковский в интервью Дмитрию Гордону сообщил, что «столкнулся с тяжёлой болезнью» и что заболевание имеет симптомы, схожие с симптомами отравления Кара-Мурзы-младшего, который, по данным журналистского расследования Bellingcat, в 2015 и 2017 годах был отравлен той же группой отравителей из ФСБ, что отравила Алексея Навального.

## Книги
- Белковский С. А., Голышев В. Бизнес Владимира Путина: сб. аналитических ст. — Екатеринбург: Ультра. Культура: Уральский рабочий, 2006. — 300 с. — (Проект «Россия»: книги о настоящем и будущем нашей страны). — ISBN 5-9681-0103-2.
- Белковский С. А. Империя Владимира Путина. — М.: Алгоритм, 2007. — 270 с. — (Против всех). — ISBN 978-5-9265-0437-5.
- Белковский С. А., Милитарёв В. Ю., Святенков П. В. Медвежье царство. — М.: Алгоритм, 2009. — 239 с. — (Политический бестселлер). — ISBN 978-5-9265-0594-5.
- Белковский С. А. Покаяние. — М.: АСТ: Астрель, 2010. — 285 с. — ISBN 978-5-17-068000-9.
- Белковский С. А. Новейший Путин: что ждёт Россию? — Алгоритм, 2012. — 223 с. — (Власть в тротиловом эквиваленте). — ISBN 978-5-4438-0011-0.
- Белковский С. А. Сущность режима Путина. — Алгоритм, 2012. — 271 с. — (Проект «Путин»). — ISBN 978-5-4320-0065-1.
- Белковский С. А. Чёрная метка оппозиции. — М.: Алгоритм, 2013. — 271 с. — (Протоколы кремлёвских мудрецов). — ISBN 978-5-4438-0355-5.
- Белковский С. А. Апология Владимира Путина. Легко ли быть царём? — М.: Алгоритм, 2013. — 271 с. — (Политические тайны XXI века). — ISBN 978-5-4438-0411-8.
- Белковский С. А. Зюльт. — М.: АСТ, 2015. — 352 с. — ISBN 978-5-17-092740-1.
- Белковский С. А. Империя Кремль. Крепость или крепостная система? — Алгоритм, 2015. — 223 с. — (Власть без мозгов). — ISBN 978-5-4438-1044-7.
- Белковский С. А. Любовь провокатора. — М.: АСТ, 2016. — 352 с. — (Ангедония. Проект Данишевского). — 2000 экз. — ISBN 978-5-17-094199-5.
- Белковский С. А. Русское счастье по-путински. Что нам надо. — М.: Алгоритм, 2016. — 240 с. — (Проект «Путин»). — 2000 экз. — ISBN 978-5-906817-33-4.